# Ludwig Doormann
Ludwig Doormann (* 23. August 1901 in Kiel als Ludwig Dinter; † 29. März 1992 in Göttingen) war ein deutscher Kirchenmusiker.

## Leben
Doormann wurde als Ludwig Dinter geboren. Nach dem Tod der Eltern wurde er von Theodor und Bertha Doormann adoptiert. 1920–1923 wurde er in Kiel zum Lehrer und Organisten ausgebildet. Es folgte ein Studium am Konservatorium in Kiel. 1925–1929 studierte er bei Karl Straube am Kirchenmusikalischen Institut in Leipzig. 1929 wurde er auf Empfehlung von Christhard Mahrenholz Organist an St. Johannis in Göttingen. 1930 gründete er die Protestantische Singgemeinde, die 1935 in Göttinger Stadtkantorei umbenannt wurde. 1933 heiratete er Renate Michaelis, mit der er drei Kinder hatte. Während des Krieges unterbrach er seine Tätigkeit von 1943 bis 1945. 1954–1960 wurde die neue Orgel an St. Johannis von Paul Ott errichtet. 1957 erhielt die Göttinger Stadtkantorei die Zelter-Plakette durch den Bundespräsidenten. 1972 wurde Ludwig Doormann in den Ruhestand verabschiedet. 1971–1984 wirkte er noch als nebenamtlicher Kirchenmusiker an der Corvinuskirche.
Für seine kirchenmusikalischen Verdienste wurde Doormann zum Kirchenmusikdirektor ernannt. 1972 erfolgte die Verleihung des Bundesverdienstkreuzes.

## Tondokumente
- Johann Sebastian Bach: Kantaten BWV 34 und BWV 187. Zusammen mit Diethard Hellmann. Göttinger Stadtkantorei und Kantorei der Christuskirche Mainz, aufgenommen in der Christuskirche Mainz. LP, Cantate 1958.
- Johann Sebastian Bach: Kantaten BWV 117 und BWV 93. Göttinger Stadtkantorei. LP, Vanguard Everyman Classics 1967.
- Johann Sebastian Bach: Kantate BWV 187. Göttinger Stadtkantorei. LP, Cantate.

## Hausorgel

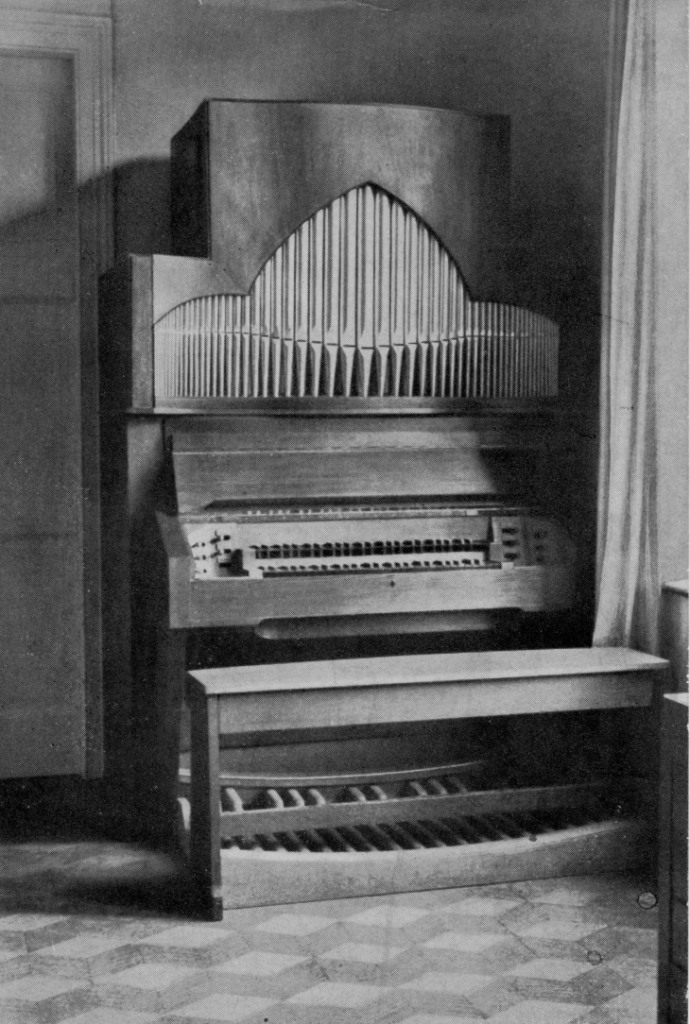
Hausorgel von Ludwig Doormann

Die Hausorgel von Doormann wurde etwa 1936 von Paul Ott erbaut. Das Instrument hat zwei Manuale und Pedal. Das Pfeifenwerk besteht aus zehn Registern.
Die Disposition lautet:
| I Hauptwerk |    |
| Gedackt     | 8′ |
| Rohrflöte   | 4′ |
| Principal   | 2′ |

| II Oberwerk |    |
| Holzregal   | 8′ |
| Gedackt     | 4′ |
| Zimbel I-II |    |

| Pedal                    |     |
| Regal                    | 16′ |
| Gedackt (Transmission)   | 08′ |
| Rohrflöte (Transmission) | 04′ |
| Principal (Transmission) | 02′ |

- Koppeln: II/I, I/P